# История хентая
Появление и развитие хентая, порнографической манги и аниме, во многом обусловлено специфично японским культурно-историческим отношением к эстетике и сексуальности. Манга и аниме в Японии в своём современном виде начали становление во время и после Второй мировой войны. Современный хентай же получил своё развитие лишь в 1970-х годах, когда манга начала коммерциализироваться, а читательская аудитория, успевшая полюбить её в детстве, — взрослеть. Чтобы снова привлечь читателей, мангаки стали включать в свои работы элементы эротики и кровавые сцены. Японские законы, действовавшие со времён Второй мировой войны до начала 1990-х годов, запрещали графическое изображение половых органов, поэтому создатели хентая, как и любых других продуктов, содержащих порнографические элементы, были вынуждены подвергать их частичной цензуре или изображать схематически или символически. Цветы и раковины символизировали влагалище женщины, а змеи, фрукты, овощи — мужской половой член. Также использовались другие приёмы, например, половые органы прикрывались с помощью эстетического бондажа — сибари.

## Ранний период

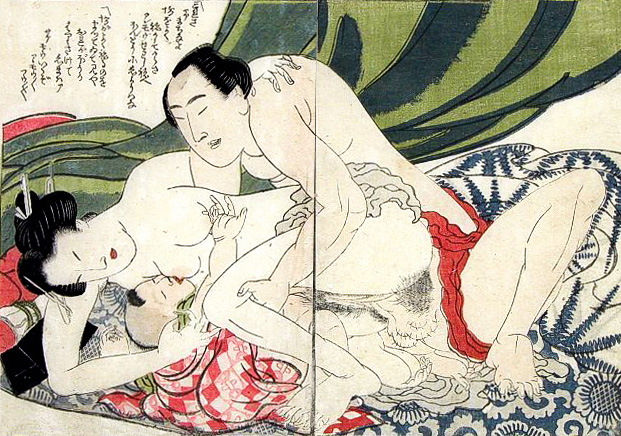
Сюнга Янагавы Сигэнобу, ок. 1820 года,
частная коллекция

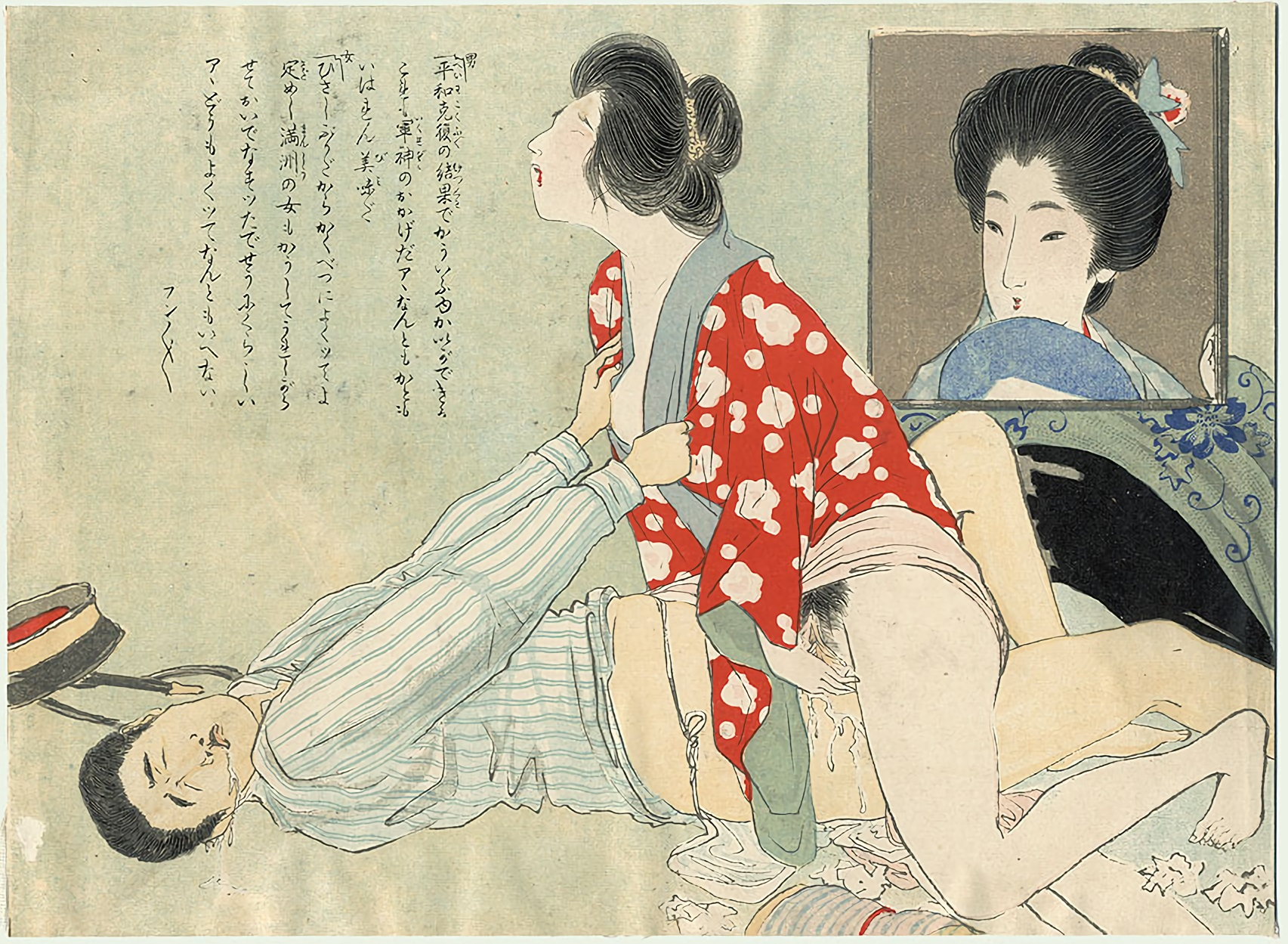
Сюнга периода Мэйдзи. Неизвестный автор, ок. 1900 года

Большинство исследователей согласно в том, что эротическая манга и аниме берут своё начало в период Эдо (1600—1868) или даже ранее, хотя невозможно в точности определить, насколько сильно влияние данной культурной традиции распространилось на современных аниматоров. В период Эдо возникает интерес к жанру бытового романа кибёси, сюжеты в котором зачастую носили эротический характер. По форме кибёси представляли собой рассказы в рисунках, снабжённые краткими текстовыми пояснениями.
Кроме того, появляется новое направление в изобразительном искусстве — укиё-э. На гравюрах в этом стиле фигурировали не только гейши и популярные актёры: авторы сюнги (яп. 春画, букв. «весенняя картинка») изображали порнографические сцены, где персонажи с преувеличенно огромными половыми органами принимали самые разнообразные позиции, вступали в половые акты с демонами мужского и женского пола, призраками, животными. Персонажи редко изображались полностью обнажёнными, они одеты в свободные кимоно, что было призвано дополнительно стимулировать сексуальное возбуждение. Оригинальность сюжетов приветствовалась и была важна из-за высокой конкуренции на рынке. Наивысшей популярностью сюнга пользовалась в XVIII—XIX вв. Она в образовательных целях изучалась девушками, которые вскоре должны были вступить в брак. После Реставрации Мэйдзи (1868) сюнга стала нелегальной, однако она оказала большое влияние на визуальный ряд и сюжеты современной японской порнографии.

## 1960—1970-е годы

### Первые аниме
Первым произведением в жанре хентая должно было стать аниме Хакусана Кимуры «Освежающий корабль» (яп. 涼み舟 Suzumibune, 1932 г.), незаконченное по причине изъятия полицией. Работа над ним была завершена только наполовину. Следующая серьёзная попытка объединить эротику и японскую анимацию была предпринята лишь в конце 1960-х годов. По инициативе Осаму Тэдзуки, старавшегося поправить финансовые дела своей компании Mushi Production и привлечь в индустрию аниме взрослую аудиторию, была снята экранизация «Тысяча и одной ночи» Senya Ichiya Monogatari (1969) — первая часть эротической трилогии «Анимерама» (анимация + синерама + драма), куда впоследствии вошли Cleopatra (1970) и Kanashimi no Belladonna (1973). Для работы над Senya Ichiya Monogatari было нанято в общей сложности 60 000 сотрудников, а его создание заняло примерно полтора года.
Хотя надежды Осаму Тэдзуки не оправдались, под влиянием его произведения конкурирующая компания Leo Production (レオ・プロダクション) в том же году выпустила другую эротическую аниме-версию «Тысячи и одной ночи», Maruhi Gekiga Ukiyoe Senya Ichiya (яп. ㊙劇画　浮世絵千一夜) в стиле укиё-э. У неё также были проблемы с законом, а показ в кинотеатрах был разрешён только после того, как были вырезаны шесть наиболее откровенных сцен. В целом, мультипликация в те годы рассматривалась как чисто детское направление кинематографа; хотя в 1963 году комедийный эротический аниме-сериал Sennin Buraku транслировался по телевидению в ночном блоке. Последней эротической работой, показанной в кинотеатрах, стала Yasuji no Pornorama Yacchimae (1971).

### Эротическая манга

Обложка первого тома Harenchi Gakuen (1969 год, Shueisha)

Порнография в послевоенной Японии не была отделена от массовой культуры, как в Великобритании или США, и порнографические изображения долгое время появлялись в средствах массовой информации наравне со специализированными журналами. До 1960-х годов основной аудиторией манги считались дети. В 1968 году корпорация Shueisha готовила к выпуску журнал манги Shonen Jump, который, по замыслу Shueisha, должен был составить конкуренцию изданиям для мальчиков от компаний Kodansha (Shonen Magazine) и Shogakukan (Shonen Sunday). Одной из первых работ, публиковавшихся в Shonen Jump, стала комедийная манга Harenchi Gakuen (букв. «Бессовестная школа») Го Нагаи, которая мгновенно обрела значительную популярность и подняла тиражи только что созданного журнала до миллиона экземпляров. Действие этого произведения происходит в школе, где ученики мужского пола и преподаватели заняты тем, что подглядывают за полуобнажёнными школьницами и пытаются разглядеть женские трусики.
Несмотря на то, что по современным стандартам содержание Harenchi Gakuen считается достаточно невинным, в своё время она подверглась суровой критике за вульгарный сюжет, излишнюю откровенность, демонстрацию подростковой сексуальности и повлекла протесты учителей, женских ассоциаций и родительских комитетов. Родители устраивали публичные сожжения Harenchi Gakuen. Тем не менее, эта и другая эротическая манга Го Нагаи публиковалась в крупнейших журналах того времени: Kekko Kamen (1974) выходила в Shonen Jump, Oira Sukeban (1974) — в Shonen Sunday, Hanappe Bazooka (1979) — в Young Jump. Автор оказал огромное влияние на мир манги и на японское общество, став первопроходцем «этти» — аниме и манги, в которых содержатся намёки на эротические сцены или юмор с сексуальным подтекстом.
В 1970-х годах появляются первые работы, посвящённые тематике гомосексуальной любви, но в ранней юри- и яой-манге эротическая составляющая отсутствовала. Откровенный по содержанию яой существовал в форме любительской манги — додзинси — создаваемой фанатами либо по оригинальным сюжетам, либо по мотивам других популярных произведений.

### Эрогэкига
Журнал экспериментальной манги Garo, созданный Кацуити Нагаи в 1964 году, открыл дорогу движению эротической гэкиги — откровенной манги с реалистичным рисунком. В 1970-х годах индустрия манги испытала бум эрогэкиги. Тираж Garo к 1971 году достиг 70 тыс. экземпляров. В нём публиковалась авангардная манга и эрогуро. Цензурные ограничения способствовали тому, что в произведениях вместо предельно откровенных сексуальных сцен содержались сцены крайней жестокости и демонстрировались различные сексуальные девиации. Гэкига считалась искусством андеграунда, редакторы журналов практически не контролировали авторов и позволяли им рисовать что угодно. В 1973 году появился первый журнал эрогэкиги Manga Erotopia, в котором печатались Тосио Маэда, популяризовавший жанр «эротического хоррора», Масами Фукусима, автор кровавой Nyohanbo (女犯坊, «Монах-насильник»), Кадзуо Камимура и двадцатичетырехлетний Масару Сакаки, чьи тщательно прорисованные женские изображения стали настолько популярны, что печатались целые выпуски, посвящённые исключительно его работам. За Manga Erotopia последовали Manga Erogenika (1975) и Manga Alice (1977). Чтобы избежать проблем с полицией, Manga Alice распространялся через торговые автоматы. Оттуда вышли такие авторы, как Ёко Кондо, Хисаси Сакагути и Хидэо Адзума. Последний получил премию Сэйун за работу из Manga Alice. Популярность эрогэкиги упала к 1980-м годам вместе с популярностью реалистичной рисовки, когда Японию, по выражению исследователя Фредерика Шодта, охватил «лоликонный вирус» — в эротической манге повсеместно встречались откровенные сцены с участием девочек 8—12 лет.

## 1980-е годы

### «Золотой век аниме»
1980-е годы называют «Золотым веком» аниме. Распространение кассетных видеомагнитофонов и проигрывателей лазердисков вернуло на рынок порнографию, с тех пор занимающую солидное место в индустрии видеофильмов. Первым аниме в формате OVA-сериала стала научно-фантастическая драма Dallos, выпущенная в декабре 1983 года; а уже третье в истории OVA было хентаем. Из семнадцати OVA, созданных в течение 1984 года, одиннадцать были порнографическими.
Два первых эротических OVA-сериала — Lolita Anime и Cream Lemon —  появились в 1984 году. Оба вписывались в цензурные ограничения, в частности, запрет на демонстрацию лобковых волос. Cream Lemon, называемый одним из наиболее значимых явлений в анимации 1980-х годов, сочетал секс и эротику с пародиями на популярные мангу и аниме. Большая часть его серий не была объединена персонажами и сюжетами и представляла собой отдельные новеллы разных жанров с одним лишь общим условием — минимум один половой акт. Помимо разнообразия сюжетных мотивов, в сериале была представлена большая часть известных половых извращений с уклоном в лесбийский и садомазохистский секс. В создании Cream Lemon принимали участие такие впоследствии известные аниматоры, как Тосихиро Харано (Fight! Iczer One) и Хироюки Китакубо (Blood: The Last Vampire).
Следующим после Cream Lemon крупным событием в мире хентая стал выход манги Тосио Маэды «Уроцукидодзи. Легенда о сверхдемоне» (1986), получившей известность благодаря откровенности, жестокости и особенно наличию сцен изнасилований девушек огромными щупальцами — «тентаклями». В представлении западного зрителя тентакли являются символом хентая. Аниме, снятое по мотивам «Уроцукидодзи» в 1987 году, выделяли из ряда подобной продукции «качественная анимация и лихо закрученный фантастический сюжет с налетом мистики и оккультизма». Оно стало чрезвычайно популярным в США и Европе и породило множество сиквелов. Тосио Маэда объяснял, что выдумать фантастическое существо с щупальцами в качестве одного из главных героев его вынудило японское законодательство, запрещающее изображение откровенных сексуальных сцен между людьми, в то время как у его вымышленного персонажа — демона — отсутствовал человеческий половой член. Под влиянием манги Тосио Маэды в 1980-х годах были сняты Legend of Lyon Flare (1986), Battle Can Can (1987) и другие аниме, в которых присутствуют персонажи с тентаклями.

### Бум лоликона в Японии

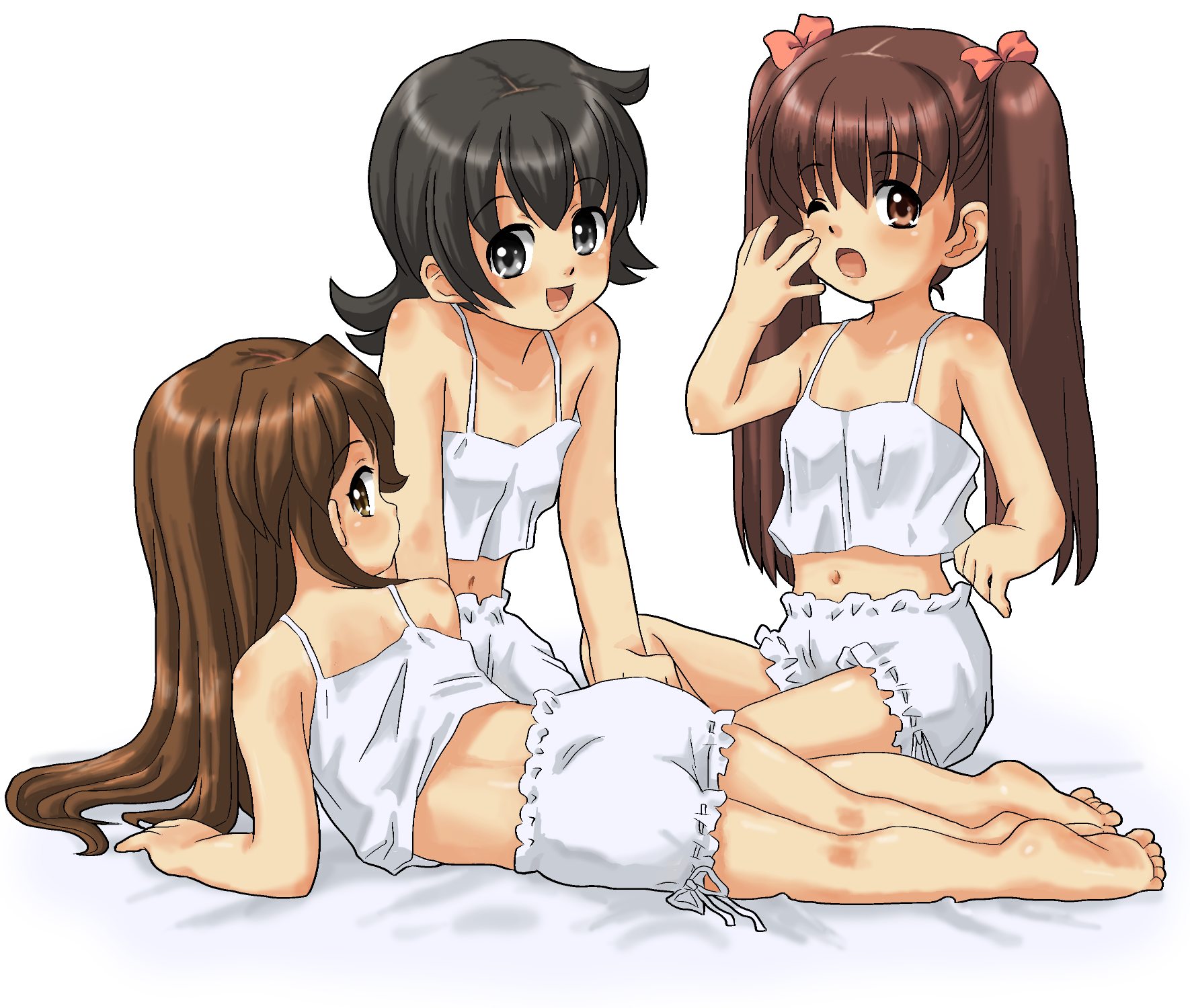
Стиль «каваий» (букв. «прелестный», «хорошенький») до сих пор пользуется в Японии большой популярностью

В 1980-х годах Японию охватил «лоликонный бум». Традиционная порнографическая манга начала значительно уступать в популярности лоликону. Типичным персонажем рисованной порнографии стала юная школьница в соответствующей форме, держащая плюшевую игрушку. Исследователи считают, что ключевую роль сыграл Хидэо Адзума — он вывел на поверхность «скрытую сексуальность, которую многие фанаты находили в подростковых героинях Тэдзуки и Хаяо Миядзаки». Его додзинси «Кибела» (яп. シベール сибэ:ру) содержала эротические изображения «мультяшных девочек» (например, Красной Шапочки), правда, манга была не порнографической, а комедийной.  Хидэо Адзума первым обратил внимание на эротизм плавных линий. По воспоминаниям критика Кэнтаро Такэкума, милые персонажи в стиле «каваий» (букв. «прелестный», «хорошенький») у Адзумы «внезапно занялись сексом». После Адзумы стиль рисунка в хентае клонился в сторону нереалистичной эстетики, у которой появилось много фанатов. Свою роль сыграли цензурные ограничения: запрет на показ лобковых волос привёл к распространению в хентае персонажей-подростков, совсем юных девушек. Взрослых женщин изображали в том же стиле. Появился термин бурикко (ブリッコ) — опытная взрослая женщина, ведущая себя как невинная девочка.
В начале 1980-х начали выходить специализированные журналы лоликонной манги Lemon People и Manga Burikko. Аниме Lolita Anime и Cream Lemon 1984 года также способствовали популяризации тематики. Позднее в том же 1984 году было снято другое Lolita Anime по мотивам манги Аки Утиямы (内山亜紀), известного лоликонного автора. Массовая популярность лоликона привела к тому, что манга Утиямы, рисовавшего, в частности, младенцев в подгузниках в сексуальном контексте, выходила в широкодоступном журнале для мальчиков Shonen Champion. В конце 1980-х годов такие откровенные работы, как Angel и Ikenai! Luna Sensei (いけない!ルナ先生), свободно продавались в книжных магазинах и публиковались в юношеских и детских изданиях.

### Другие жанры
В начале 1980-х годов возник отдельный жанр порнографической манги для взрослых женщин, называемый «рэдикоми» (калька с англ. ladies’ comics, букв. «дамские комиксы»). В таких журналах, как Feel (フィール) издательства Shodensha, печатались работы с большим количеством эротических сцен и ориентированные на взрослую аудиторию. Дамские комиксы ранних лет (Сюнгику Утиды, Кёко Окадзаки) характеризуются сексуальной свободой и становились все более откровенными до начала 1990-х, однако, крупнейшие рэдикоми-издания современности не содержат порнографии. В тот же период появился «сётакон» — аналог лоликона, изображающий сексуальные отношения с участием маленьких мальчиков, — но причины его возникновения точно неизвестны. Психолог Тамаки Сайто полагает, что изначально сётакон являлся поджанром яоя. Яой и юри, в свою очередь, набирали популярность. Значительная часть яойной манги представляла собой вольный пересказ или переложение известных произведений, где дружеские отношения между мужскими персонажами могли быть интерпретированы как гомосексуальное влечение. Особенно популярны в среде поклонников яоя были Captain Tsubasa и Saint Seiya, в которых имелось большое количество героев мужского пола. В юри порнографические сцены начали появляться лишь в 1990-х годах.

## Современность

### 1990-е годы

#### Вопросы цензуры
Неясная ситуация с цензурой достигла своего пика к началу 1990-х годов. Широкая доступность порнографии привела к созданию ассоциации «Защиты детей от комиксов». Одна из основательниц комитета Исако Накао впоследствии описала свои ощущения от похода в местный книжный магазин: «На обложке [манги] была симпатичная картинка, рассчитанная на привлечение детской аудитории, но внутри было полно откровеннейших сексуальных материалов — таких вещей, которые никогда не должны быть показаны детям». В сентябре 1990 года в газете «Асахи симбун» было опубликовано исследование токийского правительства, согласно которому половина всей манги содержала эротические сцены.
Влияние на общественное мнение также оказало дело серийного убийцы девочек и поклонника лоликонной манги Цутому Миядзаки (период убийств: 1988—1989). Серьёзность его преступлений подняла волну дебатов о том, остаются ли интимные фантазии лишь фантазиями и как увлечение лоликоном и эрогуро-фильмами, найденными в квартире преступника, может влиять на конкретные действия человека. К середине 1990-х годов споры утихли, издатели манги стали строже регулировать содержание выпускаемой продукции, на товары для взрослых начали добавлять особые пометки, публикация некоторой манги в журналах была запрещена. Ограничение на показ лобковых волос и другие визуальные запреты были убраны в начале 1990-х годов, поэтому манга стала более откровенной, хотя и менее доступной.

#### Аниме и манга в Японии
Популярность лоликона в Японии упала, на смену ему пришёл жанр «футанари». В начале 1990-х Тосики Юи опубликовал свои наиболее известные работы: Wingding Party, Junction и Hot Junction. Персонажи-футанари встречаются в манге Масюмаро Дзюбаори, Курэнай Адзуки (あずき紅), Агуды Ванян, Суэхирогари, Сатоси Акифудзи (создатель Parade Parade), Кэя Амаги (создатель Stainless Night) и в произведениях других авторов, а также в значительном количестве аниме, произведенном в 1990-х и 2000-х годах, включая La Blue Girl (1992), Seikimatsu Reimaden Chimera (世紀末麗魔伝キメイラ; 1997), Ogenki Clinic (1991).
В 1990-х годах работали популярные мангаки Исутоси (Slut Onna), Тору Нисимаки (Blue Eyes), Юдзин (Kojin Jugyo, Visionary, Sakura Diaries), Хэммару Матино. Снова начали публиковаться авторы эрогэкиги. Было снято много аниме, в том числе Dragon Pink (1994), Elven Bride (1995), Twin Angels (1995), Alien from the Darkness (1996), Mezzo Forte (1998); некоторые работы стали впоследствии классикой: F3, Words Worth, Rapeman, La Blue Girl, Adventure Kid по мотивам манги Тосио Маэды. В 1995 году было выпущено реалистическое аниме Cool Devices — одно из первых OVA, по-настоящему погружающихся в тематику BDSM, по сей день остающееся одним из наиболее откровенных в истории жанра.
Сильное влияние на индустрию оказала популяризация компьютерных игр в середине 1990-х годов, в особенности симуляторов свиданий и «визуальных романов». В первых эротических играх герой вступал в половые контакты практически со всеми встречными девушками подряд, так как концепция разветвлённого сюжета впервые появилась лишь в 1992 году в Dokyusei студии élf. Сюжет практически отсутствовал, например, игрок должен был просто насиловать девушек, которые появлялись на экране. Продажи подобных игр были достаточно хороши, но успех Chaos Angels, первой эротической RPG со сложным сюжетом, повлёк разработку схожих проектов. Одной из таких игр стала Dragon Knight (1989), по мотивам которой в 1991 году было впервые сделано хентай-аниме. За ним последовали экранизации Dokyusei (1992; аниме — 1994); Tokimeki Memorial (1994; аниме — 1999); Pia Carrot (1995; аниме — 1997); Kuro no Danshou: The Literary Fragment (1995; аниме — 1999) и другие.

#### Распространение хентая за рубежом
В конце 1980-х годов произошло мировое открытие японской анимации, и хентай сразу стал широко известен и популярен в США и Европе, так как ничего подобного по откровенности и качеству графики там не было. Кроме того, некоторые OVA приобрели культовый статус за счёт интересной сюжетной линии и тщательно проработанных характеров персонажей. К таким произведениям можно отнести «Уроцукидодзи», юмористическую La Blue Girl, аниме «Кайт — девочка-убийца». «Кайт», рассказывающая историю молодых наёмных убийц-сирот, завоевала популярность даже несмотря на тот факт, что для американского релиза из аниме были полностью вырезаны порнографические сцены. В то же время начали появляться тематические веб-сайты в Интернете. В начале 1990-х годов компания IANVS Publications выпустила сборник эротических аниме-скриншотов[прояснить] с изображениями купающихся девушек — первую хентай-публикацию. В 1994—1995 на английском языке была издана первая хентай-манга: Bondage Fairies Тэруо Какуты, Emblem Кэя Танигути, Temptation Хироюки Утатанэ.

### В XXI веке
Расширение рынка потребителей на Запад дало новый толчок жанру: если в 1997 году аниматоры сняли 35 порнографических аниме, то в 2001 — уже 96. В 2000 году слово «хентай» было 41-м по популярности поисковым запросом в Интернете. В настоящее время хентай легко доступен на порносайтах, в онлайн-магазинах и крупных торговых сетях. По данным на декабрь 2010 года, в базе данных Anime News Network содержится информация о 1174 хентайных манга- и аниме-сериях, из которых более 700 были произведены между 2000 и 2009 годами. Популярность завоевала манга Shoujo Sect Кэна Куроганэ, Hatsuinu авторства Ину, Love Selection и Giri Giri Sisters Гаммы Кисараги, Warau Kangofu Ёнэкуры Кэнго, Mousou Diary Цукино Дзёги, цикл работ Юки Сэто.

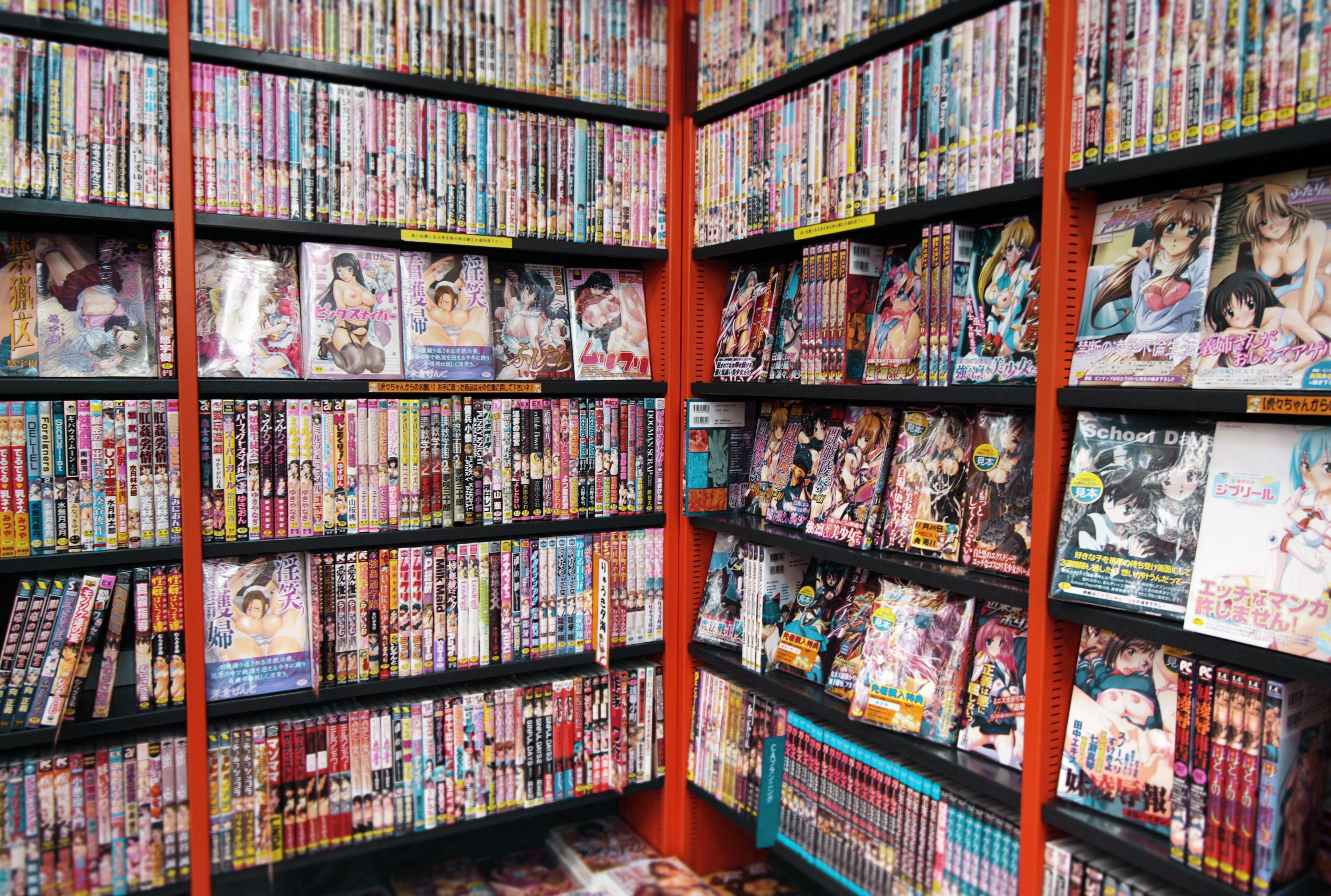
Порнографическая манга в японском книжном магазине, 2006 год

Современные порнографические аниме не предназначены для трансляции по телевидению или показу в кинотеатрах и выпускаются в формате OVA — для домашнего просмотра. В отличие от коммерческой анимации, существующей ради получения значительной прибыли у широкого круга зрителей, от хентая требуется лишь окупить затраты на создание, поэтому современные проекты рассчитаны на небольшой бюджет и делаются быстро. Продаются же они дорого и небольшим числом копий. В 2000-х годах были сняты Oni-Tensei (2000), Sex Demon Queen (ヤーリマクィーン; 2000), Midnight Sleazy Train (最終痴漢電車; 2002), Viper GTS (2002), Taboo Charming Mother (ゑんぼ; 2003), Another Lady Innocent (2004), G-spot Express (2005). По мотивам одноимённых компьютерных игр созданы такие известные проекты, как Yakin Byoutou, погружающаяся в сферу сексуальных фетишей, мистическая Bible Black и Discipline: Record of a Crusade, первая порнографическая OVA, изданная на Blu-ray-диске.
Хентай в настоящее время также продаётся через Интернет, то есть предлагается для скачивания напрямую на компьютер или мобильный телефон. Постоянно создаются анимационные фильмы, выходят артбуки, рисуется манга, в том числе и любительская — додзинси. Множество компаний занимается лицензированием и распространением порнографических аниме и манги за рубежом. В Японии хентай подвергается цензуре, так как порнографию без цензуры запрещено продавать и импортировать, на Западе продаётся без цензуры. В 2020 году власти Австралии запретили хентай ввиду изображения изнасилования и сексуального насилия над детьми. Пограничная служба и таможня начали блокировать ввоз сопутствующих товаров.